# Attock (Distrikt)
Der Distrikt Attock ist ein Verwaltungsdistrikt in Pakistan in der Provinz Punjab. Sitz der Distriktverwaltung ist die gleichnamige Stadt Attock. Der frühere Name war Campbellpur.
Der Distrikt hat eine Fläche von 6857 km² und nach der Volkszählung von 2023 2.170.423 Einwohner. Die Bevölkerungsdichte beträgt 317 Einwohner/km². Im Distrikt wird zur Mehrheit die Sprache Panjabi gesprochen.

## Geschichte
Der ursprüngliche Name des Distrikts war Attock. Es wurde in Campbellpur geändert, nachdem der Oberbefehlshaber der britischen Streitkräfte, Colin Campbell, 1. Baron Clyde, die Stadt Campbellpur im Rahmen des Sepoy-Aufstand 1857 wieder aufgebaut hatte. Der Name des Bezirks wurde 1978 wieder in Attock geändert.

## Geografie
Der Distrikt befindet sich im Norden der Provinz Punjab, die sich im Westen von Pakistan befindet. Attock grenzt im Süden an Chakwal, im Südwesten an Mianwali, im Osten an Rawalpindi, im Westen an Kohat, im Nordwesten an Nowshera und im Norden an Swabi und Haripur.

## Demografie
Zwischen 1998 und 2017 wuchs die Bevölkerung um jährlich 2,07 %. Von der Bevölkerung leben ca. 26 % in städtischen Regionen und ca. 74 % in ländlichen Regionen. In 306.649 Haushalten leben 936.811 Männer, 946.683 Frauen und 62 Transgender, woraus sich ein Geschlechterverhältnis von 98,9 Männer pro 100 Frauen ergibt und damit einen für Pakistan seltenen Frauenüberschuss.
Die Alphabetisierungsrate in den Jahren 2014/15 bei der Bevölkerung ab 10 Jahren liegt bei 68 % (Frauen: 57 %, Männer: 81 %).
| Jahr | Einwohnerzahl |
| ---- | ------------- |
| 1972 | 748.890       |
| 1981 | 876.667       |
| 1998 | 1.274.935     |
| 2017 | 1.883.556     |
| 2023 | 2.170.423     |

## Tehsils
Der Distrikt Attock ist in sechs Tehsils untergliedert.
- Attock
- Fateh Jang
- Hasan Abdal
- Hazro
- Jand
- Pindi Gheb